# Кронбергер, Лука
Лу́ка Кро́нбергер (нем. Luca Kronberger; род. 15 февраля 2002, Шварцах, Зальцбург) — австрийский футболист, полузащитник клуба «Райндорф Альтах».

## Клубная карьера
Кронбергер — воспитанник клубов «ТСВ Сент-Йохан» и «Адмира Ваккер Мёдлинг». 8 ноября 2020 года в матче против футбольного клуба ЛАСК он дебютировал в австрийской Бундеслиге в составе последнего. 21 февраля 2021 года в поединке против ЛАСК Лука забил свой первый гол за «Адмиру Ваккер Мёдлинг». В начале 2022 года Кронбергер перешёл в «Штурм». 27 февраля в матче против «Хартберга» он дебютировал за новый клуб.